# Hyde Parker (1784–1854)
Sir Hyde Parker (1784 – 26. května 1854, Ham, Anglie) byl britský admirál, účastník válek v Evropě a koloniích, dlouhodobě působil jako velitel v Portsmouthu. V roce 1839 byl povýšen do šlechtického stavu a v roce 1852 dosáhl hodnosti viceadmirála. Kariéru zakončil ve funkci prvního námořního lorda (1852–1854).

## Životopis
Pocházel z londýnské obchodnické rodiny, byl druhorozeným synem admirála Sira Hyde Parkera (1739–1807). V námořnictvu sloužil od roku 1796, studoval na námořní akademii v Portsmouthu, za napoleonských válek dosáhl hodnosti kapitána (1807). Ve válce proti USA v roce 1812 přijal kapitulaci americké vlajkové lodi USS President. V následujících letech sloužil u břehů severní Ameriky, od roku 1830 velel v Portsmouthu a v roce 1831 byl jmenován námořním pobočníkem krále Jiřího IV. V roce 1839 jako nositel Řádu lázně získal šlechtický titul, mimo jiné byl též rytířem španělského Řádu Isabely Katolické. V roce 1841 dosáhl hodnosti kontradmirála a v letech 1842–1847 byl superintendantem loděnic v Portsmouthu. V Derbyho vládě zastával funkci prvního námořního lorda (First Sea Lord), díky apolitickému přístupu a soustředění na odbornou problematiku námořnictva si tento post udržel i v následující Aberdeenově vládě (1852–1854). V roce 1852 obdržel hodnost viceadmirála, v úřadu prvního námořního lorda se těsně před krymskou válkou zasloužil o rozšíření válečného loďstva a prosazoval také zavedení parního pohonu lodí.
Jeho manželkou byla Frances Eden (1793–1854), sestřenice ministra námořnictva lorda Aucklanda. Měli spolu čtyři děti, starší syn Hyde Parker (1824–1854) padl jako kapitán v krymské válce, mladší syn William Parker (1826–1891) sloužil v armádě a v roce 1856 zdědil po starší linii titul baroneta. V další generaci vynikl vnuk, admirál Sir Edmond Hyde Parker (1868-1951).
Jeho bratranec Sir Hyde Parker, 8. baronet (1785–1856), byl v letech 1832–1835 poslancem Dolní sněmovny.